# Donji Mamići
Donji Mamići su naseljeno mjesto u općini Grude, Federacija BiH, BiH.

## Zemljopis
Nalaze se na visoravni sjeveroistočno od Gruda na magistralnom putu Grude – Široki Brijeg.
Zaseoci su Višnjica, Medovići, Ledinac, Podledinac, Pogana Vlaka i Borajna.

## Stanovništvo

### Popisi 1971. – 1991.
| Donji Mamići       |                |                |                |
| godina popisa      | 1991.          | 1981.          | 1971.          |
| Hrvati             | 1687 (99,46 %) | 1776 (99,10 %) | 2364 (99,70 %) |
| Srbi               | 0              | 7 (0,39 %)     | 3 (0,12 %)     |
| Muslimani          | 0              | 0              | 0              |
| Jugoslaveni        | 1 (0,05 %)     | 3 (0,16 %)     | 0              |
| ostali i nepoznato | 8 (0,47 %)     | 6 (0,33 %)     | 4 (0,16 %)     |
| ukupno             | 1696           | 1792           | 2371           |

### Popis 2013.
| Donji Mamići       |                |
| godina popisa      | 2013.          |
| Hrvati             | 1522 (99,54 %) |
| Srbi               | 1 (0,07 %)     |
| Bošnjaci           | 0              |
| ostali i nepoznato | 6 (0,39 %)     |
| ukupno             | 1529           |

## Višnjica
Višnjica je jedan od zaselaka Donjih Mamića.

### Krajolik Višnjice
Krajolik je obrastao bjelogoričnom šumom (hrastom, jasenom, klenom i grabom) i niskim raslinjem tipičnim za krške krajeve. Blizina mora (40 km) i Neretvanske kotline (30 km) daje ovomu kraju blagu mediteransku klimu, koja povremeno zadobiva i obilježja kontinentalne klime zbog blizine planinskih masiva. Zato je mjesto poznato po dobrim vinogradima, kvalitetnom duhanu, smokvama, trešnjama i višnjama. Žitelji se bave uzgojem duhana, poznatog pod nazivom hercegovački ravnjak od kojeg se dobiva "škija" i vinove loze. 

### Stanovništvo i običaji
Uzgojem navedenih poljoprivrednih kultura sada se uglavnom bave staračka kućanstva i nešto mladih žitelja koji su ostali raditi na zemlji. To je ujedno problem svih sela u Zapadnoj Hercegovini jer je težak težački život, brojnost obitelji uvjetovao ekonomske imigracije žitelja u inozemstvo i druge krajeve ili odlazak na školovanje, gdje su mnogi i ostali trajno živjeti.
Zajednička župna crkva nalazi se u Ledincu, župa Male Terezije. Najvažniji blagdan Višnjičana je Tijelovo kada se na misi za umrle i blagoslov polja na mjesnom groblju skupe svi Višnjičani (domaći i raseljeni). Glavnina žitelja je raseljena, iz ekonomskih razloga ili odlaska na školovanje, diljem zemaljske kugle, a glavnina se nalazi u Zagrebu i Zagrebačkoj županiji u Republici Hrvatskoj.
Zagrepčani podrijetlom iz Višnjice sudjelovali su u realizaciji podizanja spomenika poginulima i nestalima u Domovinskom ratu i 2. svjetskom ratu (Bleiburgu i križnom putu) i biste poginulom, legendarnom branitelju Vukovara, generalu Blagi Zadri, kroz Udrugu Donji Mamići, uz župnu crkvu u Ledincu. 
Višnjica je dala niz poznatih i znamenitih svećenika, liječnika, profesora, ekonomista i gospodarstvenika.

## Poznate osobe
- Milan Bandić, gradonačelnik Zagreba
- Blago Zadro, general-bojnik heroj Domovinskog rata
- Milka Tica, hrvatska spisateljica

## Vanjske poveznice
- web-stranica[neaktivna poveznica]